# 呼德章
呼德章（阿拉伯语：‎，羅馬化：Hūd）是古兰经的第11章（苏拉），共123节。该章启示于麦加时期，故属于麦加篇章。
呼德章描述了伊斯兰教先知呼德与其氏族阿德人的事迹，并因此而得名。该章105至112节出现于萨那抄本残卷中。